# Blood Brother
Pour les articles homonymes, voir Blood Brothers.
Pour plus de détails, voir Fiche technique et Distribution.
Blood Brother est un film documentaire américain réalisé par Steve Hoover en 2013.
Il a été présenté au Festival de Sundance 2013, où il a remporté le Grand prix du jury américain pour un documentaire, la plus importante récompense décernée par le festival, ainsi que le Prix du public américain.

## Synopsis
Rocky Braat a visité l'Inde en touriste américain désillusionné. Lorsqu'il rencontre un groupe d'enfants atteints du SIDA, il décide d'y rester. Il n'aurait jamais imaginé les obstacles qu'il allait rencontrer. Ou l'amour qu'il allait trouver.

## Fiche technique
- Titre : Blood Brother
- Réalisation : Steve Hoover
- Scénario : Phinehas Hodges, Steve Hoover et Tyson VanSkiver
- Production : Leigh Blake, John Carlin, Steve Hoover et Danny Yourd
- Société de production : Animal
- Photographie : John Pope
- Montage : Steve Hoover
- Genre : film documentaire
- Langue : anglais
- Durée : 92 minutes
- Pays d'origine : États-Unis
- Dates de sortie :
  - États-Unis : janvier 2013 (Festival de Sundance 2013)

## Distribution
Ronald Killings
- Rocky Braat
- Steve Hoover : narrateur

## Distinctions

### Récompenses
- Festival du film de Sundance 2013 : Grand prix du jury et Prix du public (documentaire américain)
- IDA Awards 2013 : Humanitas Documentary Award